# Tomáš Borec
Tomáš Borec (* 17. Januar 1967 in Bratislava) ist ein slowakischer Politiker. 

## Leben
Borec studierte an der Juristischen Fakultät der Comenius-Universität Bratislava, er arbeitete bis April 2012 als Rechtsanwalt und war von Juni 2010 bis April 2012 Vorsitzender der slowakischen Anwaltskammer. Borec war parteiloser Justizminister der zweiten Fico-Regierung, die von April 2012 bis März 2016 amtierte.
Borec ist verheiratet und hat drei Kinder.

## Bücher
- Moderná biznis etiketa pre manažérov (2007)
- Manažéri na cudzom parkete Ako prekonávať nástrahy interkultúrnej komunikácie (2009)